# Made Me Do It
Made Me Do It eller The Haunted Made Me Do It är det svenska thrash metal-bandet The Haunteds andra studioalbum. Det spelades in mellan december 1999 och februari 2000 i Berno Studio i Malmö, och släpptes den 31 oktober 2000 av Earache Records. År 2001 släpptes skivan tillsammans med livealbumet Live Rounds in Tokyo, och med låten "Eclipse" (2:53) som bonusspår. Made Me Do It är det första albumet av The Haunted där sångaren Marco Aro och trummisen Per Möller Jensen medverkar.
Webbtidningen Chronicles of Chaos Adrian Bromley tycker att skivan är ännu tyngre och mer intensiv än bandets debutalbum The Haunted (1998), medan Allmusics Jason Birchmeier jämför skivan med bland annat Metallicas Master of Puppets. Albumet tilldelades en Grammis inom kategorin "Årets hårdrock" år 2000.

## Inspelning
Made Me Do It spelades in mellan december 1999 och februari 2000 i Berno Studio i Malmö. Producent var Berno Paulsson och The Haunted.

## Utgivning
Made Me Do It släpptes den 31 oktober 2000, av skivbolaget Earache Records. På den japanska utgåvan av skivan medföljer låten "Eclipse" (2:53) som bonusspår. "Eclipse" gick även att ladda ner från The Haunteds hemsida .  En begränsad utgåva av albumet med ett svart omslag släpptes i 5000 exemplar; en LP-version av albumet släpptes i 1000 exemplar. År 2001 släpptes skivan tillsammans med livealbumet Live Rounds in Tokyo (på denna version återfinns också låten "Eclipse"). Earache Records har också släppt en begränsad utgåva av Made Me Do It, där en bonus-DVD medföljer.

## Mottagande
Webbplatsen Allmusics recensent Jason Birchmeier jämför Made Me Do It med Entombeds Wolverine Blues, Carcass Heartwork och Metallicas Master of Puppets, i det att dessa album är komplexa och extrema men samtidigt inte alltför svårtillgängliga för en bredare publik. Han berömmer Marco Aros karismatiska sångstil och de melodiösa dragen i låtarna på skivan. Adrian Bromley på webbtidningen Chronicles of Chaos tycker att skivan är ännu tyngre och mer intensiv än debutskivan The Haunted (1998), och att den hyllar tidigare thrash metal-band samtidigt som den lägger grunden för mer modern musik.
Made Me Do It tilldelades en Grammis år 2000, inom kategorin "Årets hårdrock".

## Låtlista
| Nr  | Titel                     | Längd |
| --- | ------------------------- | ----- |
| 1.  | Dark Intentions           | 1:30  |
| 2.  | Bury Your Dead            | 3:07  |
| 3.  | Trespass                  | 3:40  |
| 4.  | Leech                     | 4:39  |
| 5.  | Hollow Ground             | 4:10  |
| 6.  | Revelation                | 1:35  |
| 7.  | The World Burns           | 4:10  |
| 8.  | Human Debris              | 3:01  |
| 9.  | Silencer                  | 3:04  |
| 10. | Under the Surface         | 4:13  |
| 11. | Victim Iced               | 2:56  |
| 12. | Eclipse (Bonusspår Japan) | 2:53  |

Källa

## Medverkande
The Haunted
- Marco Aro – sång
- Anders Björler – elgitarr
- Patrik Jensen – elgitarr
- Jonas Björler – elbas
- Per Möller Jensen – trummor

Produktion
- Producerad av Berno Paulsson och The Haunted

Källa